# Зубчатка обыкновенная
Зубча́тка обыкнове́нная (лат. Odontítes vulgáris) — травянистое растение, вид рода Зубчатка (Odontites) семейства Заразиховые (Orobanchaceae). Встречается также как Зубчатка красная по устаревшему синонимичному названию лат. Odontites rubra.
Однолетнее растение-полупаразит. Широко распространено по всей Евразии, встречается на лугах и в лесах.

## Ботаническое описание

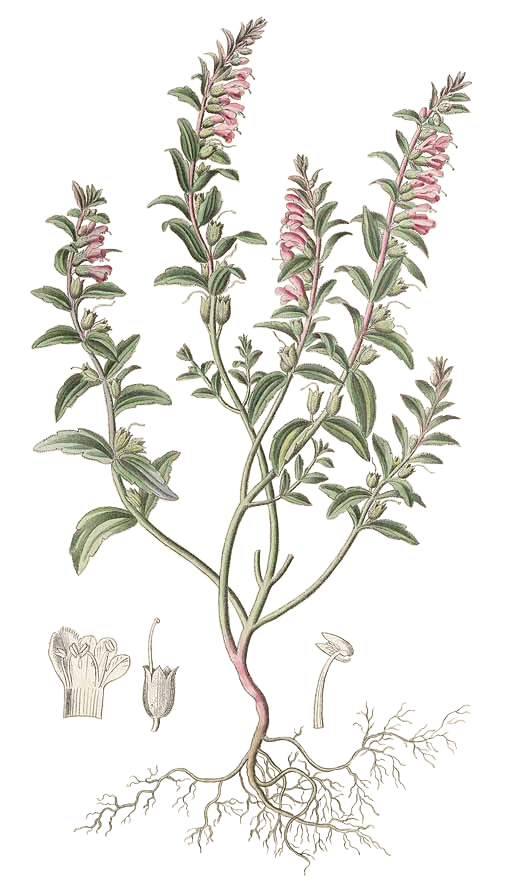

Однолетнее травянистое полупаразитическое растение. Стебель прямостоячий, сильно ветвящийся от основания — с 3—12 парами супротивных веточек, 8—40(50) см высотой, прижатоопушённый.
Листья супротивные, сидячие, продолговатые, 1,5—3(5) см длиной и 3—10 мм шириной, по краю с неглубокими, иногда едва заметными, зубцами, с обеих сторон покрыты прижатым опушением.
Цветки в пазухах прицветных листьев, вместе собраны в довольно густые верхушечные однобокие кистевидные соцветия по 8—50, ближайший к основанию растения цветок в 10—30-м узле растения. Прицветные листья короче цветков по длине или равны им. Венчик 8—10,5 мм длиной, тёмно-розовый, двугубый, нижняя губа немного короче верхней, трёхлопастная, верхняя неясно выемчатая. Чашечка в полтора — два раза короче венчика. Тычинки немного выступающие из венчика, снизу покрыты желёзками. Столбик пестика волосистый, до 8 мм длиной, с головчатым рыльцем.
Плоды — продолговатые коробочки почти равные по длине чашечке или немного длиннее её. Семена удлинённо-яйцевидные, 1,25—1,5 мм длиной, продольноребристые и поперечноморщинистые.

## Распространение и экология
Евроазиатское растение, встречающееся на лугах, по опушкам, в лесах, среди кустарников, на залежах, на солончаках.

## Хозяйственное значение и использование
Ценный позднелетний медонос и пыльценос. Даёт поддерживающий взяток, стимулирующий яйцекладку маток осенью. Один цветок зубчатки выделяет 0,1923 мг нектара, в составе которого преобладает фруктоза (65,73 %). Продуктивность пыльцы пыльником 0,1 мг, растением 11,3 мг. Нектаропродуктивность 1 цветка в Приамурье (окрестность Хабаровска) 0,20—0,23 мг. На 124 цветках зубчатки отмечены 106 медоносных и 6 одиночных пчёл, 12 шмелей. Заполняя зобик, медоносная пчела затратит 75 % нектара, собранного при одном фуражировочном вылете, на посещение 2068 цветков и полёт до улья и обратно. В улей принесет 16,1 мг нектара.

## Классификация

### Таксономическое положение
- Odontites vulgaris Moench, 1794, Methodus : 439

Вид Зубчатка обыкновенная включается в род Зубчатка (Odontites) семейства Заразиховые (Orobanchaceae) порядка Ясноткоцветные (Lamiales), последовательно входящего в более крупные клады Ламииды → Астериды → Суперастериды → Эвдикоты → Цветковые растения. Таксономическая схема в соответствии с Системой APG IV по состоянию на июнь 2024 года:
|  |                          |  |                                   |                                   |                       |  | еще 23 семейства | еще 23 семейства |                           |  |                         |  | еще 38 подтвержденных видов и 10 видов, ожидающих подтверждения | еще 38 подтвержденных видов и 10 видов, ожидающих подтверждения |  |
|  |                          |  |                                   |                                   |                       |  | еще 23 семейства | еще 23 семейства |                           |  |                         |  | еще 38 подтвержденных видов и 10 видов, ожидающих подтверждения | еще 38 подтвержденных видов и 10 видов, ожидающих подтверждения |  |
|  |                          |  |                                   | порядок Ясноткоцветные            |                       |  |                  |                  | род Зубчатка              |  |                         |  |                                                                 |                                                                 |  |
|  |                          |  |                                   | порядок Ясноткоцветные            |                       |  |                  |                  | род Зубчатка              |  | 2 внутривидовых таксона |  |                                                                 |                                                                 |  |
|  | клада Цветковые растения |  |                                   |                                   | семейство Заразиховые |  |                  |                  | вид Зубчатка обыкновенная |  |                         |  |                                                                 |                                                                 |  |
|  | клада Цветковые растения |  |                                   |                                   |                       |  |                  |                  |                           |  |                         |  |                                                                 |                                                                 |  |
|  |                          |  | ещё 63 порядка цветковых растений | ещё 63 порядка цветковых растений |                       |  |                  | еще 98 родов     | еще 98 родов              |  |                         |  |                                                                 |                                                                 |  |
|  |                          |  |                                   | ещё 63 порядка цветковых растений |                       |  |                  |                  | еще 98 родов              |  |                         |  |                                                                 |                                                                 |  |

### Внутривидовые таксоны
- Odontites vulgaris subsp. siculus (Guss.) Bolliger
- Odontites vulgaris subsp. vulgaris

### Синонимы
- Bartsia odontites (L.) Huds.
- Bartsia serotina (Dumort.) Bertol.
- Euphrasia odontites L.
- Euphrasia odontites var. pratensis Wirtg.
- Euphrasia serotina Lam.
- Odontites odontites (L.) Wettst.
- Odontites ruber Besser
- Odontites rubra Opiz
- Odontites rubra Gilib.
- Odontites rubra subsp. pumila U.Schneid.
- Odontites rubra subsp. rothmaleri U.Schneid.
- Odontites salina (Kotov) Kotov
- Odontites serotina (Lam.) Dumort.
- Odontites serotinus Dumort.
- Odontites serotinus Rchb.
- Odontites verna subsp. pumila Pedersen
- Odontites vernus subsp. serotinus Corb.
- Odontites vulgaris subsp. salina Tzvelev